# Gnojivo
Gnojivo je smjesa tvari koja se koristi u poljoprivredi ili vrtlarstvu za poboljšanje rasta biljki. Primjenjuje se na poljoprivrednim zemljištima.
Gnojiva sadrže uglavnom u različitim omjerima, 3 glavna biogena elementa (dušik, fosfor, kalij), i sekundarne biogene elemente (kalcij, sumpor, magnezij), a ponekad i elementi u tragovima, koji su korisni za oplodnju: bor, klor, mangan, željezo, cink, bakar i molibden.
Gnojivo može biti prirodno ili umjetno.

## Prirodna gnojiva
U tlu žive milijuni bakterija i višestanična živa bića (ličinke, gujavice, grinje...) koje u sporom procesu razgrađuju organske ostatke uginulih biljaka i životinja. Osim razgradnje organske tvari, zbiva se i sinteza novih organskih tvari. Rezultat je tih procesa nastajanje organske tvari koloidnih svojstava, koja se naziva humus.
Humus je organska tvar nastala mikrobiološkim procesima razgradnje organskih tvari uginulih biljaka i životinja te sinteze novih organskih tvari. Razgradnjom humusne tvari iz organskih spojeva koji sadržavaju dušik, fosfor, i sumpor nastaju anorganske tvari nitrati, fosfati, sulfati, topljive u vodi i na taj način dostupne biljakama. Proces pretvorbe organskih ostataka u humusnu tvar, a zatim humusne tvari u jednostavne mineralne tvari naziva se mineralizacijom. Procesom mineralizacije organskih tvari, oslobađaju se biljna hraniva, koja ulaze u novi ciklus rasta i razvoja biljaka.
Biljke hranjive tvari crpe iz tla pa se količina tih tvari tijekom vremena u tlu smanjuje. Manjak ili djelomični nedostatak biljnih hraniva u tlu nadoknađuje se gnojenjem tla. Uz gnojiva prirodnog podrijetla, za prihranjivanje tla rabe se i umjetna gnojiva.

## Umjetna gnojiva
Umjetna gnojiva proizvode se industrijskom preradbom prirodnih sirovina. Ta su gnojiva važan izvor biljnih hraniva, a uglavnom sadržavaju dušik, fosfor i kalij, jer su to osnovna biljna hraniva koja najčešće nedostaju obradivu tlu.
Osim navedenih, mineralna gnojiva mogu sadržavati i magnezij, cink, sumpor, bor i druge tvari, prijeko potrebne za pravilan rast i razvoj biljaka.

### Umjetna gnojiva i okoliš
Umjetna gnojiva su topljiva u vodi te od njihove ukupne količine u tlu veći dio iskoriste biljke. No, neiskorišteni dio tih gnojiva vodeni tokovi prenose u okoliš pa ga na taj način onečišćuju. Osobito je opasno miješanje tih voda s bunarskom ili drugim izvorima pitke vode. Zbog toga se vrsta i količina umjetnoga gnojiva koje se dodaje nekom tlu mora nužno prilagoditi vrsti tla i potrebama biljne kulture koja se na tom tlu uzgaja.
Da bi se ustanovila opskrbljenost tla biljnih hranivima, na organiziranim poljoprivrednim dobrima provodi se kemijska analiza uzoraka tla. Na osnovi rezultata analize utvrđuje se količina biljnih hraniva koje valja dodati ispitivanoj obradivoj površini. Budući da pojedinačni proizvođači u seoskim i prigradskim kućanstvima obično ne raspolažu podatcima o sastavu tla te da zbog neznanja rabe umjetna gnojiva u količini većoj od potrebne. Vodeni tokovi odnose taj višak u okoliš onečišćujući izvore pitke vode. Zato se redovito provodi kemijska i biološka analiza pitke vode.

## Vanjske poveznice
- Mineralna gnojiva Hrvatska tehnička enciklopedija, portal hrvatske tehničke baštine. LZMK